# Neocollyris linearis
Neocollyris linearis es una especie de escarabajo del género Neocollyris. Fue descrita científicamente por Schmidt-Goebel en 1846.
Se distribuye por Vietnam, en la provincia de Cao Bằng. Mide aproximadamente 10,3 milímetros de longitud.